# Jakštas
Jakštas ist ein litauischer männlicher Familienname.

## Weibliche Formen
- Jakštaitė (ledig)
- Jakštė (neutral)
- Jakštienė (verheiratet)

## Namensträger
- Gintautas Jakštas (* 1990), Bildungspolitiker, Minister
- Vaidotas Jakštas (* 1972), Politiker, Vizeminister für Innen
- Valdemaras Jakštas (* 1956), Politiker, Bürgermeister von Panevėžys